# Szilvia Szabó
Szilvia Szabó (Budapest, 24 ottobre 1978) è una canoista ungherese.
Ha vinto tre medaglie d'argento olimpiche e numerosi titoli mondiali.

## Palmarès
- Olimpiadi

Sydney 2000: argento nel K2 500 m e nel K4 500 m.
Atene 2004: argento nel K4 500 m.
- Mondiali

1997: argento nel K4 500 m.
1998: argento nel K4 500 m.
1999: oro nel K4 200 m e K4 500 m, bronzo nel K2 500 m.
2001: oro nel K2 500 m, K4 500 m e K4 1000 m, bronzo nel K1 200 m.
2002: oro nel K2 500 m, K2 1000 m, K4 200 m e K4 500 m.
2003: oro nel K2 500 m, K4 200 m e K4 500 m.
2005: oro nel K4 1000 m, argento nel K1 200 m e bronzo nel K4 500 m.
- Campionati europei di canoa/kayak sprint

Plovdiv 1997: argento nel K4 500m.
Zagabria 1999: oro nel K4 500m, argento nel K2 200m, K2 500m e K4 200m.
Poznań 2000: oro nel K4 200m e argento nel K4 500m.
Milano 2001: oro nel K1 200m, K2 500m e K4 500m.
Seghedino 2002: oro nel K2 1000m e K4 500m, argento nek K2 500m e K4 200m.
Poznań 2004: oro nel K2 1000m, argento nel K4 200m e K4 500m.
Poznań 2005: oro nel K1 200m e argento nel K4 500m.